# بورتاتچه
بورتاتچه (به لهستانی:  Bortatycze) یک روستا در لهستان است که در گمینا زاموشتش واقع شده‌است.